# Grosser Preis des Kantons Aargau 1975
Il Grosser Preis des Kantons Aargau 1975, dodicesima edizione della corsa, si svolse il 1º agosto su un percorso di 220 km, con partenza e arrivo a Gippingen. Fu vinto dal belga André Dierickx della Rokado davanti al tedesco occidentale Dietrich Thurau e all'italiano Valerio Lualdi.

## Ordine d'arrivo (Top 10)
| Pos. | Corridore       | Squadra                | Tempo    |
| ---- | --------------- | ---------------------- | -------- |
| 1    | André Dierickx  | Rokado                 | 5h11'00" |
| 2    | Dietrich Thurau | Ti-Raleigh             | s.t.     |
| 3    | Valerio Lualdi  | Brooklyn               | s.t.     |
| 4    | Enrico Paolini  | Scic                   | s.t.     |
| 5    | Marcello Osler  | Brooklyn               | s.t.     |
| 6    | Joop Zoetemelk  | Gan-Mercier-Hutchinson | s.t.     |
| 7    | Roy Schuiten    | Ti-Raleigh             | s.t.     |
| 8    | Joseph Bruyère  | Molteni-Campagnolo     | a 56"    |
| 9    | Joël Millard    | Jobo-Wolber-Sabliere   | s.t.     |
| 10   | Rene Savary     | Filotex                | s.t.     |